# Noussair Mazraoui
Noussair Mazraoui (tiếng Ả Rập: نصير مزراوي; sinh ngày 14 tháng 11 năm 1997) là một cầu thủ bóng đá chuyên nghiệp hiện đang thi đấu ở vị trí hậu vệ biên cho câu lạc bộ Premier League Manchester United và đội tuyển bóng đá quốc gia Maroc.

## Sự nghiệp câu lạc bộ

### Ajax
Mazraoui lớn lên ở Alphen aan de Rijn và anh bắt đầu chơi cho câu lạc bộ địa phương AVV Alphen lúc 4 tuổi. Ba năm sau, anh chuyển đến Alphense Boys và chỉ chơi một năm cho câu lạc bộ này trước khi được mời chơi ở học viện trẻ của Ajax. Anh ra mắt chuyên nghiệp cho Jong Ajax vào ngày 12 tháng 8 năm 2016 trong trận đấu ở Eerste Divisie trước Almere City khi vào sân thay cho Richairo Živković sau 86 phút.
Vào ngày 4 tháng 2 năm 2018, anh có trận ra mắt Eredivisie khi vào sân thay cho David Neres trong chiến thắng 3–1 trước NAC Breda. Trong mùa giải tiếp theo, vào ngày 2 tháng 10 năm 2018, anh ghi bàn thắng đầu tiên tại Champions League trong trận hòa 1-1 trên sân khách trước FC Bayern Munich và tiếp tục ghi bàn thắng duy nhất ở phút bù giờ thứ 92 trong chiến thắng 1–0 trước Benfica vào ngày 23 tháng 10. Vào ngày 16 tháng 12 năm 2018, anh ghi bàn thắng đầu tiên tại Eredivisie trong chiến thắng 8–0 trước De Graafschap. Trong mùa giải đột phá của mình, anh được vinh danh là Tài năng Ajax trẻ xuất sắc nhất năm, trong đó anh giành cú đúp quốc nội cùng câu lạc bộ, chơi ở bán kết Champions Legaue và ghi bốn bàn sau tổng cộng 48 trận đấu.
Vào ngày 25 tháng 10 năm 2020, Mazraoui ghi bàn thắng thứ ba tại Champions League trong chiến thắng 3–1 trước FC Midtjylland, trong đó Ajax cuối cùng đã giành được một cú đúp quốc nội khác trong mùa giải 2020–21. Tại Champions League 2021–22, anh là thành viên của đội đã thắng cả sáu trận ở vòng bảng. Trong mùa giải cuối cùng ở Ajax, anh đã ghi được 5 bàn thắng, tất cả đều ở giải VĐQG và cung cấp 4 pha kiến tạo sau 35 trận trên mọi giải đấu.

### Bayern Munich
Vào ngày 24 tháng 5 năm 2022, Mazraoui ký hợp đồng 4 năm, bắt đầu từ ngày 1 tháng 7, với Bayern Munich. Anh phải nghỉ thi đấu từ sáu đến tám tuần sau bị viêm màng ngoài tim sau khi nhiễm COVID-19 vào tháng 1 năm 2023. Vào ngày 13 tháng 5 năm 2023, Mazraoui ghi bàn thắng đầu tiên cho câu lạc bộ trong chiến thắng 6–0 trước FC Schalke 04.

### Manchester United
Vào ngày 13 tháng 8 năm 2024, Mazraoui ký hợp đồng với câu lạc bộ Giải bóng đá Ngoại hạng Anh Manchester United theo hợp đồng 4 năm.

## Thống kê sự nghiệp

### Câu lạc bộ
Tính đến 24 tháng 11 năm 2023
| Câu lạc bộ          | Mùa giải            | Giải vô địch        | Giải vô địch | Giải vô địch | Cúp quốc gia | Cúp quốc gia | Châu lục | Châu lục | Khác | Khác | Tổng cộng | Tổng cộng |
| Câu lạc bộ          | Mùa giải            | Hạng đấu            | Trận         | Bàn          | Trận         | Bàn          | Trận     | Bàn      | Trận | Bàn  | Trận      | Bàn       |
| ------------------- | ------------------- | ------------------- | ------------ | ------------ | ------------ | ------------ | -------- | -------- | ---- | ---- | --------- | --------- |
| Jong Ajax           | 2016–17             | Eerste Divisie      | 33           | 6            | —            | —            | —        | —        | —    | —    | 33        | 6         |
| Jong Ajax           | 2017–18             | Eerste Divisie      | 22           | 6            | —            | —            | —        | —        | —    | —    | 22        | 6         |
| Jong Ajax           | 2019–20             | Eerste Divisie      | 1            | 0            | —            | —            | —        | —        | —    | —    | 1         | 0         |
| Jong Ajax           | Tổng cộng           | Tổng cộng           | 56           | 12           | —            | —            | —        | —        | —    | —    | 56        | 12        |
| Ajax                | 2017–18             | Eredivisie          | 8            | 0            | 0            | 0            | 0        | 0        | —    | —    | 8         | 0         |
| Ajax                | 2018–19             | Eredivisie          | 28           | 1            | 3            | 1            | 17       | 2        | —    | —    | 48        | 4         |
| Ajax                | 2019–20             | Eredivisie          | 13           | 0            | 1            | 0            | 6        | 0        | 0    | 0    | 20        | 0         |
| Ajax                | 2020–21             | Eredivisie          | 19           | 0            | 1            | 0            | 6        | 1        | —    | —    | 26        | 1         |
| Ajax                | 2021–22             | Eredivisie          | 25           | 5            | 1            | 0            | 8        | 0        | 1    | 0    | 35        | 5         |
| Ajax                | Tổng cộng           | Tổng cộng           | 93           | 6            | 6            | 1            | 37       | 3        | 1    | 0    | 137       | 10        |
| Bayern Munich       | 2022–23             | Bundesliga          | 19           | 1            | 1            | 0            | 5        | 0        | 1    | 0    | 26        | 1         |
| Bayern Munich       | 2023–24             | Bundesliga          | 10           | 0            | 1            | 0            | 3        | 0        | 1    | 0    | 15        | 0         |
| Bayern Munich       | Tổng cộng           | Tổng cộng           | 29           | 1            | 2            | 0            | 8        | 0        | 2    | 0    | 41        | 1         |
| Tổng cộng sự nghiệp | Tổng cộng sự nghiệp | Tổng cộng sự nghiệp | 178          | 19           | 8            | 1            | 45       | 3        | 3    | 0    | 234       | 23        |

1. ↑  Bao gồm KNVB Cup và DFB-Pokal
2. 1 2 3 4 5 6  Ra sân tại UEFA Champions League
3. ↑  Ra sân tại Siêu cúp Hà Lan
4. 1 2  Ra sân tại DFL-Supercup

### Quốc tế
Tính đến 30 tháng 1 năm 2024
| Đội tuyển quốc gia | Năm       | Trận | Bàn |
| ------------------ | --------- | ---- | --- |
| Maroc              | 2018      | 3    | 0   |
| Maroc              | 2019      | 7    | 1   |
| Maroc              | 2020      | 2    | 1   |
| Maroc              | 2022      | 8    | 0   |
| Maroc              | 2023      | 7    | 0   |
| Maroc              | 2024      | 1    | 0   |
| Tổng cộng          | Tổng cộng | 28   | 2   |

Tỷ số của Maroc được liệt kê trước, cột tỷ số ghi tỷ số sau mỗi bàn thắng của Mazraoui.
| #  | Ngày                 | Địa điểm                                            | Đối thủ    | Bàn thắng | Kết quả | Giải đấu                            |
| -- | -------------------- | --------------------------------------------------- | ---------- | --------- | ------- | ----------------------------------- |
| 1. | 19 tháng 11 năm 2019 | Sân vận động Intwari, Bujumbura, Burundi            | Burundi    | 1–0       | 3–0     | Vòng loại Cúp bóng đá châu Phi 2021 |
| 2. | 13 tháng 10 năm 2020 | Sân vận động Hoàng tử Moulay Abdellah, Rabat, Maroc | CHDC Congo | 1–0       | 1–1     | Giao hữu                            |

## Danh hiệu

### Câu lạc bộ
Ajax
- Eredivisie: 2018–19, 2020–21, 2021–22
- KNVB Cup: 2018–19, 2020–21
- Siêu cúp Hà Lan: 2019

Bayern Munich
- Bundesliga: 2022–23[19]
- DFL-Supercup: 2022[20]

### Cá nhân
- Tài năng Eredivisie trẻ xuất sắc nhất tháng: Tháng 11 năm 2018[21]
- Tài năng Ajax trẻ xuất sắc nhất năm: 2019[22]
- Bàn thắng của năm Ajax: 2021–22[23]
- Đội hình xuất sắc nhất năm Eredivisie: 2021–22[24]

### Huân chương
- Huân chương Ngai vàng (Maroc): 2022[25]